# ヤズーシティ (ミシシッピ州)
ヤズーシティ（英: Yazoo City）は、アメリカ合衆国ミシシッピ州の西部、ヤズー郡の都市であり、同郡の郡庁所在地である。ミシシッピ州を流れるヤズー川から名付けられており、ヤズー川の名前はフランス人探検家ロベール＝カブリエ・ド・ラ・サールが1682年に、その河口に住んでいたヤズー族インディアンから「リビエール・デ・ヤズー」（ヤズー川）と名付けたことに拠っていた。ヤズーシティ小都市圏の主要都市であり、さらに大きなジャクソン・ヤズーシティ広域都市圏に属している。2010年国勢調査での人口は11,403 人だった。

## 地理
ヤズーシティ市は北緯32度51分23秒 西経90度24分27秒 / 北緯32.85639度 西経90.40750度 (32.856458, -90.407379)に位置している。州都ジャクソンの北西40マイル (64 km)にあり、アメリカ国道49号線、同49号線西、同49号線西、さらにミシシッピ州道3号線、同16号線、同149号線が交差する所にあり、ヤズー川岸にあって、パンサー湿地国定野生生物保護区にも近い。
アメリカ国道49号線西によってヤズーシティからベルゾーニ市まで直接結ばれている。ミシシッピ州道149号線と改名された旧道の一部がパンサー湿地国定野生生物保護区を抜けて、ルイーズとミッドナイトを通り、ベルゾーニの7マイル (11 km) 南のシルバーシティで、新しいアメリカ国道49号線西と再度合流する。新しい道路でカーターとかなり近くなっており、ヤズーシティが併合することも検討中である。ヤズーシティ市内のヤズー川には橋が2本架かっている。
ヤズーシティ市内にあるミシシッピ州道3号線の一部はヘイリー・バーバー・パークウェイと呼ばれている。バーバーはヤズーシティで育った元ミシシッピ州知事であり、市の北にあるウルフ湖の傍に家を持っている。アメリカ国道49号線は（その一部が元国道49号線東）ヤズーシティ内を通っている部分がジェリー・クロワー大通りと名付けられており、クロワーはヤズーシティの市民だった有名なコメディアンである。
ヤズーシティはミシシッピ州の地形を特徴づける2つの大きな地形が遷移する場所にあることから、「デルタへの入口」とも呼ばれている。すなわち、市の西部はミシシッピ・デルタにあり、東部はミシシッピ州東部の大半の特徴である黄土崖の上にある。

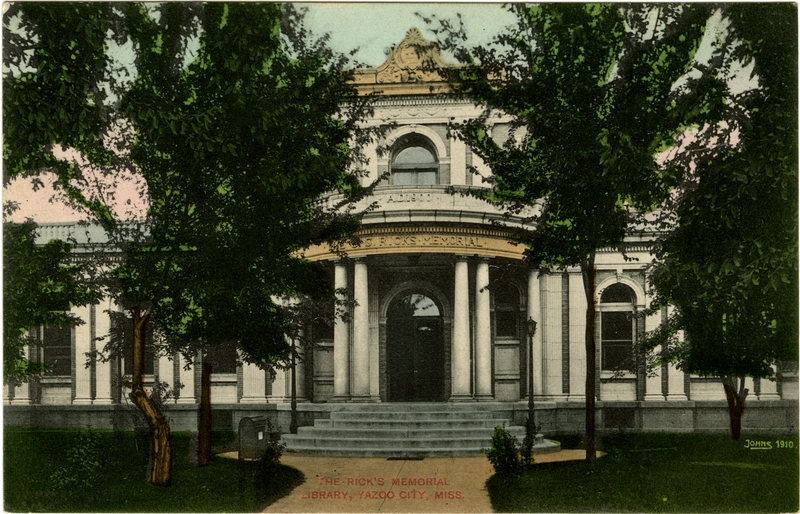
リックス記念図書館

アメリカ合衆国国勢調査局に拠れば、市域全面積は10.9平方マイル (28 km2)であり、このうち陸地10.8平方マイル (28 km2)、水域は0.1平方マイル (0.26 km2)で水域率は1.19%である。

## 歴史

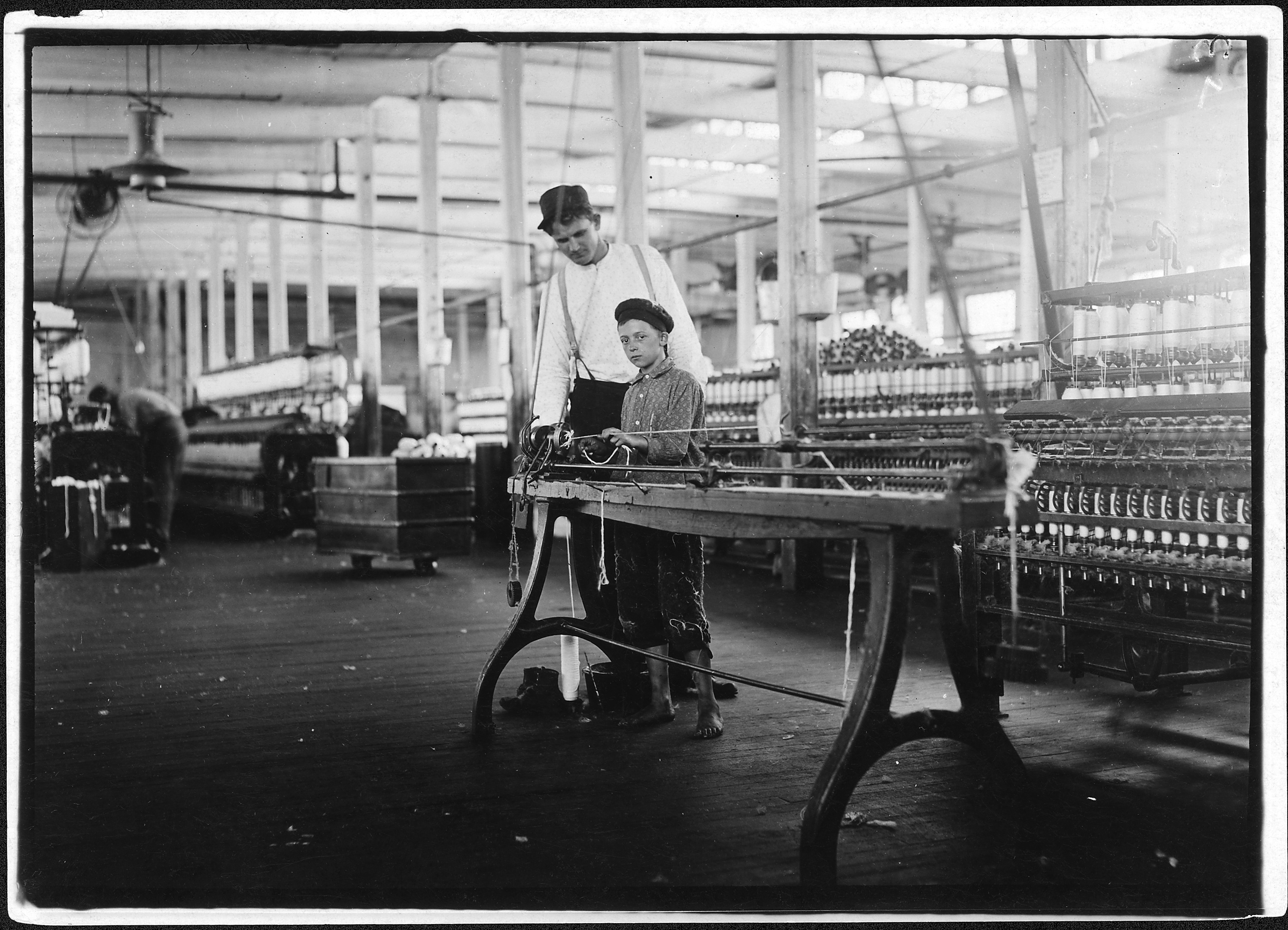
ヤズーシティの児童労働者、1911年にルイス・ハインが撮影

ヤズーシティと呼ばれるようになった町は1824年にハンナンズ・ブラフという名前で設立された。後にマンチェスターと改名され、さらに1841年、現在のヤズーシティに変更された。1849年にはヤズー郡の郡庁所在地になった。
1853年、ヤズーシティで黄熱病が流行した。南北戦争のとき、南軍がニューオーリンズを失った後で、ヤズー川のヤズーシティ内に間に合わせの造船所が造られた。この造船所は1863年に北軍によって破壊されたが、南軍は間もなくヤズーシティを取り戻した。翌年、北軍が戻って来て、このときは町のほとんど全てを焼き尽くした。
ヤズーシティは再建されたが、1878年に再度黄熱病が流行し、前よりも多くの犠牲者を出した。1904年、大火によってヤズーシティ中心部の多くが破壊された。地元の伝説に拠れば、この火事は魔女がその死に報復するために起こしたことになっている。実際にはマッチで遊んでいた少年がある家に火を点けてしまったからだった。その火は瞬く間に広がり、家屋の大半を含め町の4分の3が破壊された。その火は運河で止まり、南北戦争のときに北軍が焼いた郡庁舎に代わる1872年に建てられた新しい庁舎が救われ、さらにその近くにあった戦前の家屋10戸も救われた。
1927年、ミシシッピ大洪水がミシシッピ・デルタ全体に大きな損害をもたらしたが、ヤズーシティは修復され、現在は効果的な洪水制御体系に守られている。

### 2010年8月24日の竜巻

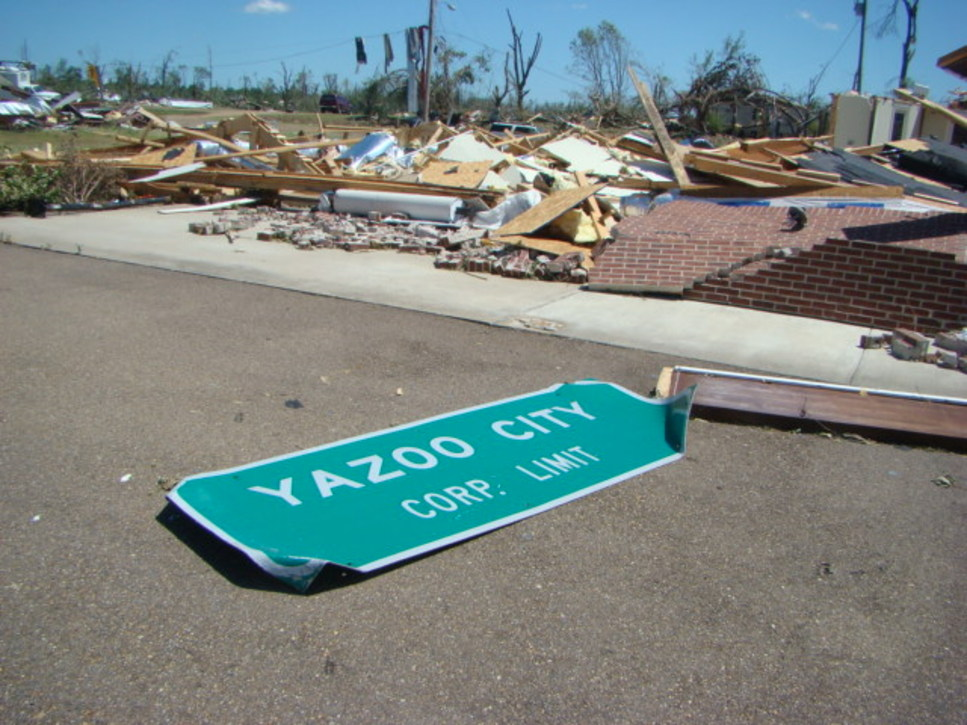
竜巻で落ちたヤズーシティの看板

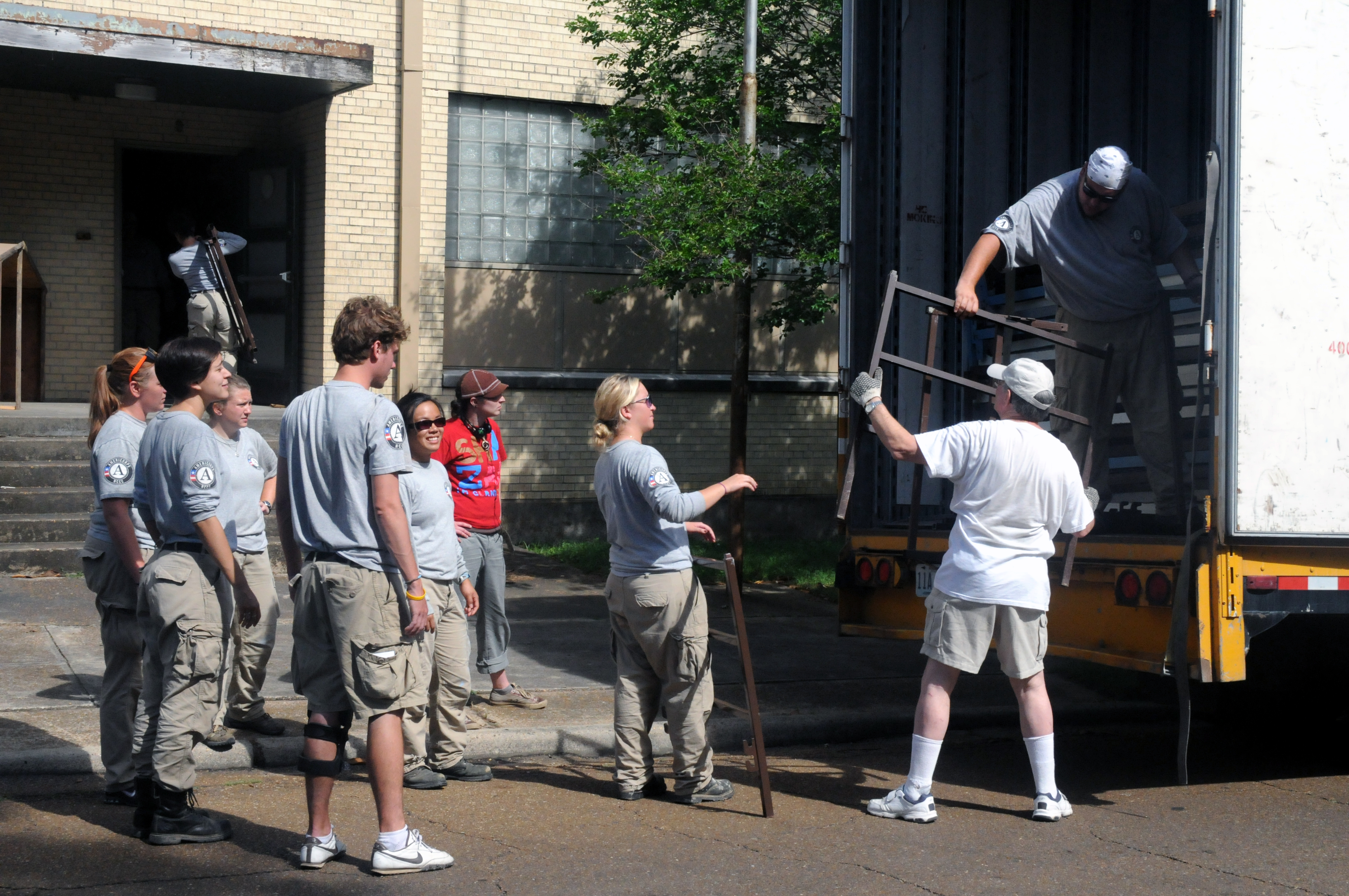
竜巻の後片付けをするボランティアのアメリコーズ、2010年5月

2010年8月24日、改良藤田スケールEF4の強力な竜巻がヤズーシティを襲い、幅1.75マイル (2.8 km) の爪痕を残した。ヤズーシティ地域では4人が死亡し、多くが重傷を負った。犠牲者の内の4人は、40マイル (64 km) 離れた州都ジャクソン市にあるミシシッピ大学医療センターまで空輸された。ミシシッピ州知事ヘイリー・バーバーが州軍のヘリコプターで地域を視察し、午後3時半に災害に関する記者会見を開催した。この竜巻とその後の経過について、ケーブルテレビのディスカバリーチャンネルで、「追跡!竜巻突入チーム」という番組の1回で紹介され、またYouTubeでも詳細な動画が紹介されている。

### 2010年11月29日の竜巻
2010年11月29日、ヤズーシティは2つの竜巻に続けて襲われた。最初のものは町の南西3マイル (5 km) を襲ったEF2のものであり、次は市域内を襲ったやはりEF2の竜巻で、中心街の建物数棟にかなりの被害を出させた。

## 政府機関
アメリカ合衆国郵便公社がヤズーシティ郵便局を運営している。
アメリカ合衆国刑務所局が連邦矯正施設（FCI)ヤズーシティ支所を運営しており、FCIヤズーシティ下部支所と同中間支所で構成されている。

## 交通
全国的な旅客列車運行を行うアムトラックの列車「シティ・オブ・ニューオーリンズ」がヤズーシティの駅で停車する。北のシカゴと南のニューオーリンズを結んでいる。駅はウェストブロードウェイ222にあり、無人駅であり、乗車するときは予約が必要である。
ヤズー郡空港が郡内未編入領域にある。ヤズーシティ中心の西2マイル (3 km) にある。2001年、「ミシシッピ・ビジネス・ジャーナル」のリン・W・ジーターが、郡空港は、現在拡張中の連邦政府刑務所多段階プロジェクトの完成のために重要な役割を果たすかもしれないと語った。

## 人口動態
以下は2000年の国勢調査による人口統計データである。
| 基礎データ - 人口: 14,550 人 - 世帯数: 4,271 世帯 - 家族数: 2,968 家族 - 人口密度: 521.1人/km2（1,349.2 人/mi2） - 住居数: 4,676 軒 - 住居密度: 167.5軒/km2（433.6 軒/mi2） 人種別人口構成 - 白人: 28.73% - アフリカン・アメリカン: 69.68% - ネイティブ・アメリカン: 0.18% - アジア人: 0.58% - その他の人種: 0.23% - 混血: 0.60% - ヒスパニック・ラテン系: 7.47% | 年齢別人口構成 - 18歳未満: 29.0% - 18-24歳: 10.5% - 25-44歳: 31.3% - 45-64歳: 17.3% - 65歳以上: 11.9% - 年齢の中央値: 32歳 - 性比（女性100人あたり男性の人口） - 総人口: 112.1 - 18歳以上: 115.9 世帯と家族（対世帯数） - 18歳未満の子供がいる: 37.7% - 結婚・同居している夫婦: 31.5% - 未婚・離婚・死別女性が世帯主: 32.6% - 非家族世帯: 30.5% - 単身世帯: 27.4% - 65歳以上の老人1人暮らし: 13.4% - 平均構成人数 - 世帯: 2.85人 - 家族: 3.49人 | 収入と家計 - 収入の中央値 - 世帯: 19,893米ドル - 家族: 22,470米ドル - 性別 - 男性: 26,109米ドル - 女性: 18,650米ドル - 人口1人あたり収入: 9,251米ドル - 貧困線以下 - 対人口: 40.2% - 対家族数: 35.0% - 18歳未満: 52.5% - 65歳以上: 23.5% |

## 著名な出身者
- ジェイムズ・ポール・クラーク、アーカンソー州選出アメリカ合衆国上院議員（在任1903年-1916年）、第18代アーカンソー州知事（在任1895年-1897年）[13]
- フレッチャー・コックス、NFLアメリカンフットボール選手、フィラデルフィア・イーグルス
- アルフォンソ・マイケル・イスパイ、政治家、第25代アメリカ合衆国農務長官（在任1993年-1994年）、ミシシッピ州選出アメリカ合衆国下院議員（在任1987年-1993年）
- ローレンス・ゴードン、映画プロデューサー、『ダイ・ハード』他
- マイケル・ヘンダーソン、R&B 歌手
- ステラ・スティーヴンス、女優

## 教育
ヤズーシティの公共教育は、ヤズーシティ市営教育学区が管轄している。ヤズー郡高校とヤズーシティ高校が主要な公立学校である。私立学校はトマス・クリスチャン・アカデミー（幼稚園前から12年生）、マンチェスター・アカデミー（同）、コブナント・クリスチャン学校（幼稚園から6年生）、ベントン・アカデミー（幼稚園前から12年生）の4校がある。

## メディア
地元FMラジオ局はWBYP とWYAZ の2局がある。日刊紙は「ヤズー・ヘラルド」があり、ヤズー郡では唯一の新聞である。